# Außenfilter

Schematische Darstellung eines Außenfilters im Aquarium

Einfache Zeichnung/Darstellung eines Außenfilters

Der Außenfilter wird in der Aquaristik zur Aufbereitung des Aquarienwassers eingesetzt. Zweck der Filtration ist, neben der Reinigung des Wassers von groben oder feinen Schwebeteilchen, auch der biologische Abbau giftiger Abfallstoffe durch Mikroorganismen, die das Filtermaterial bewohnen.
Lediglich die Ansaugöffnung und der Ausströmer eines Außenfilters befinden sich im Inneren des Beckens. Der eigentliche Filterbehälter kann neben, hinter oder unter dem Aquarium stehen. Das Wasser strömt durch die Ansaugöffnung, die häufig mit einem Korb gegen unerwünschtes Mitansaugen von Fischen und Pflanzenteilen geschützt ist, in den Filter. Dort wird es durch verschiedene Filtermaterialien gepumpt und gelangt durch den Ausströmer zurück in das Becken.
Zu den spezifischen Vorteilen eines Außenfilters gegenüber einem Innenfilter gehört, dass verschiedene Filtermaterialien eingesetzt werden können. Die Hersteller bieten verschiedene Filtermaterialien an. Dies sind meist keramische Filtermassen unterschiedlicher Größe, Schaumstoffe, spezielle Filterwatte oder Aktivkohle. Werden verschiedene Materialien in einem Filter verwendet, so werden sie im Inneren des Filterbehälters, entsprechend ihrer Porengröße, übereinander geschichtet, wobei das feinste Filtermedium den oberen Abschluss bildet.
Der Außenfilter findet Verwendung in Becken ab einer mittleren Größe, bei Aquarien mit einem sehr großen Volumen muss auf eine ausreichende Filterkapazität geachtet werden. Für kleine bis mittelgroße Becken ist ein Innenfilter geeignet.
Ein Außenfilter erhöht das Risiko eines Wasserschadens. Der Filter wird meist unter dem Pegelnullpunkt des Aquariums installiert und arbeitet als Heber. Entsteht ein Leck, wird im ungünstigsten Fall das Aquarium so weit entleert, bis der Heber Luft zieht (der Wasserspiegel unter die Höhe des Ansaugstutzens fällt).